# North Richland Hills
North Richland Hills is een plaats (city) in de Amerikaanse staat Texas, en valt bestuurlijk gezien onder Tarrant County.

## Demografie
Bij de volkstelling in 2000 werd het aantal inwoners vastgesteld op 55.635.
In 2006 is het aantal inwoners door het United States Census Bureau geschat op 62.306, een stijging van 6671 (12,0%).

## Geografie
Volgens het United States Census Bureau beslaat de plaats een oppervlakte van
47,3 km², waarvan 47,2 km² land en 0,1 km² water.

## Plaatsen in de nabije omgeving
De onderstaande figuur toont nabijgelegen plaatsen in een straal van 8 km rond North Richland Hills.

## Geboren in North Richland Hills
Logan Henderson (14 september 1989), Amerikaans acteur